# Göteborgs IK
Le Göteborgs IK est un club de hockey sur glace de Göteborg en Suède. Il évolue en Division 1, le troisième échelon suédois.

## Historique
Le club est créé en 1973.

## Palmarès
- Aucun titre.